# Davy Rimane
Davy Rimane, né le 15 décembre 1979 à Kourou en Guyane, est un homme politique français. Il est député de la deuxième circonscription de la Guyane depuis le 22 juin 2022.

## Biographie
Davy Rimane est technicien d'exploitation à EDF Guyane.
Membre du collectif Pou Lagwiyann Dékolé (PLD), il est l'un des principaux protagonistes du mouvement social de 2017 et le représentant pour les signataires de l'accord de Guyane du 21 avril 2017,.
Il est conseiller municipal de Kourou depuis 2020.
En 2017, il est candidat aux élections législatives dans la deuxième circonscription de la Guyane, mais est défait par Lénaïck Adam (LREM) avec 49,79 % des voix. Il est à nouveau battu lors de l'élection partielle organisée en 2018, où il est cette fois soutenu par La France insoumise, à la suite de l'invalidation par le Conseil constitutionnel du scrutin de 2017, avec 49,36 % des voix.
Troisième fois candidat aux élections législatives en 2022, il s'impose au second tour face au député sortant, avec 54,12 % des voix et est élu député à l'Assemblée nationale.
Il s'inscrit au groupe parlementaire de la Gauche démocrate et républicaine (GDR), ou siègent au total douze députés du PCF et dix députés ultramarins. Il devient membre de la commission des Lois.
En février 2024, il accueille avec Jean-Victor Castor le militant panafricaniste et suprémaciste noir, Kémi Séba.
En juin 2024, à la suite de la dissolution de l'Assemblée nationale, il est candidat à sa réélection. Il est élu de facto dès le premier tour, après désistement de la candidate Sophie Charles arrivée seconde,.
Sa suppléante est Clarisse Taulewali Da Silva.